# Almamula (película de 2023)
Almamula es una película dramática argentina de 2023 dirigida por Juan Sebastián Torales.
La película, una coproducción de empresas de Argentina, Francia e Italia, trata sobre Nino, un niño de 14 años que se ha trasladado con su familia a un pequeño pueblo conservador del norte de Argentina tras sufrir un violento ataque homófobo en su anterior ciudad natal. El pueblo ha sufrido recientemente la desaparición de otro niño en el bosque, que se atribuyó a la almamula, una criatura mitológica del folclore argentino que supuestamente destruye a los impuros sexuales; manipulado por la iglesia local en un intento de curarle de su homosexualidad, el propio Nino empieza a anhelar que la almamula venga también a llevárselo.
La película se estrenó en la seción Generación 14plus en el 73° Festival Internacional de Cine de Berlín.

## Producción
La película se inspiró en parte en las propias experiencias infantiles de Torales, que creció como joven gay en un entorno conservador. Según Torales, "cuando escribí el guión quería reinterpretar esta leyenda, bucear en su trasfondo y entender por qué se creó. Como ocurre con muchas cosas inventadas por la iglesia católica, la Almamula se creó para borrar todo lo que consideraban inmoral o una amenaza. Al final, Almamula no cuenta la historia del monstruo que vive en el bosque, sino la del monstruo que nosotros, como seres humanos, creamos en torno a la sexualidad, y cómo todo lo que es diferente a veces nos asusta".
Antes de su estreno, Torales ganó el Premio Eurimages a la Coproducción en Desarrollo en el Festival Internacional de Cine de San Sebastián 2019. Se proyectó antes de su estreno para distribuidores en el festival de cine Ventana Sur 2022 de Buenos Aires, donde fue galardonada con el Premio Cine Plus.

## Reparto
- Nicolás Díaz como Nino
- Martina Grimaldi como Natalia
- María Soldi como Estela
- Cali Coronel como Ernesto
- Luisa Lucía Paz como María
- Beto Frágola como Malevo
- Tania Darchuk como Tania
- Adrián Ramallo como Padre César

## Premios y nominaciones
| Premio/Festival de Cine | Fecha del evento            | Categoría         | Nominado | Resultado | Ref.  |
| ----------------------- | --------------------------- | ----------------- | -------- | --------- | ----- |
| Festival de Berlín      | 15 al 25 de febrero de 2023 | Generación 14plus | Almamula | Nominado  | [ 3 ] |